# Hysni Kapo
Hysni Kapo, född 3 eller 4 mars 1915 i Vlorë distrikt, död 23 september 1979 i Paris, Frankrike, var en albansk kommunistisk politiker och diplomat. 
Kapo deltog 1941 i grundandet av Albaniens kommunistiska parti (efter 1948 Albaniens arbetarparti). Under andra världskriget deltog han i motståndsrörelsen mot Nazitysklands ockupationen av landet, och ledde en grupp partisaner i Vlora. 
Efter kriget innehade Kapo en rad framträdande politiska positioner i Socialistiska folkrepubliken Albanien. Han var ambassadör i Jugoslavien 1945–1947, vice utrikesminister 1947–1949, vice ordförande i ministerrådet (premiärminister) 1950–1953 samt jordbruksminister 1951–1954. 1943–1979 var han ledamot av Albaniens arbetarpartis centralkommitté, och 1946–1979 ledamot av centralkommitténs politbyrå. Efter Enver Hoxha och Mehmet Shehu ansågs Kapo vara den tredje mest inflytelserika medlemmen i ledarskiktet inom partiet.